# Heresie (Univers Zero)
Heresie è il secondo album pubblicato dal gruppo avant-prog/progressive rock belga Univers Zero. Edito nel 1979, riprende lo stile marcatamente dark e manieristico del primo lavoro (1313), elevandone e consolidandone gli elementi più caratteristici.

## Brani
Lato A
1. La Faulx (Daniel Denis) – 25:18

Lato B
1. Jack the Ripper (Daniel Denis, Roger Trigaux) – 13:29
2. Vous le saurez en temps voulu (Roger Trigaux) – 12:56

## Formazione
- Michel Berckmans: oboe, clarinetto
- Daniel Denis: batteria, percussioni
- Patrick Hanappier: violino, viola
- Guy Segers: basso, voce
- Roger Trigaux: chitarra, pianoforte, organo, harmonium